# Ґіві Чікваная
Ґіві Чікваная (29 травня 1939 — 2 серпня 2018) — радянський ватерполіст.
Срібний призер Олімпійських Ігор 1960, 1968 років.